# 桃源县 (明朝)
桃源县为中国江苏省泗阳县的前身。
元朝至元十四年（1277年）以宿迁县分设桃园县，辖今泗阳县地。属淮安路。明代洪武初年，桃园县改称桃源县。属淮安府。清代相沿不变。黄河北岸属淮海道，黄河南岸属淮扬道。乾隆帝南巡时，县境设有陈家庄行宫和林家庄行宫，今皆不存。清代考评冲，繁，难。
民国初年，地名规范统一时，因与湖南桃源县重名而改称泗阳县。